# Zürichhorn

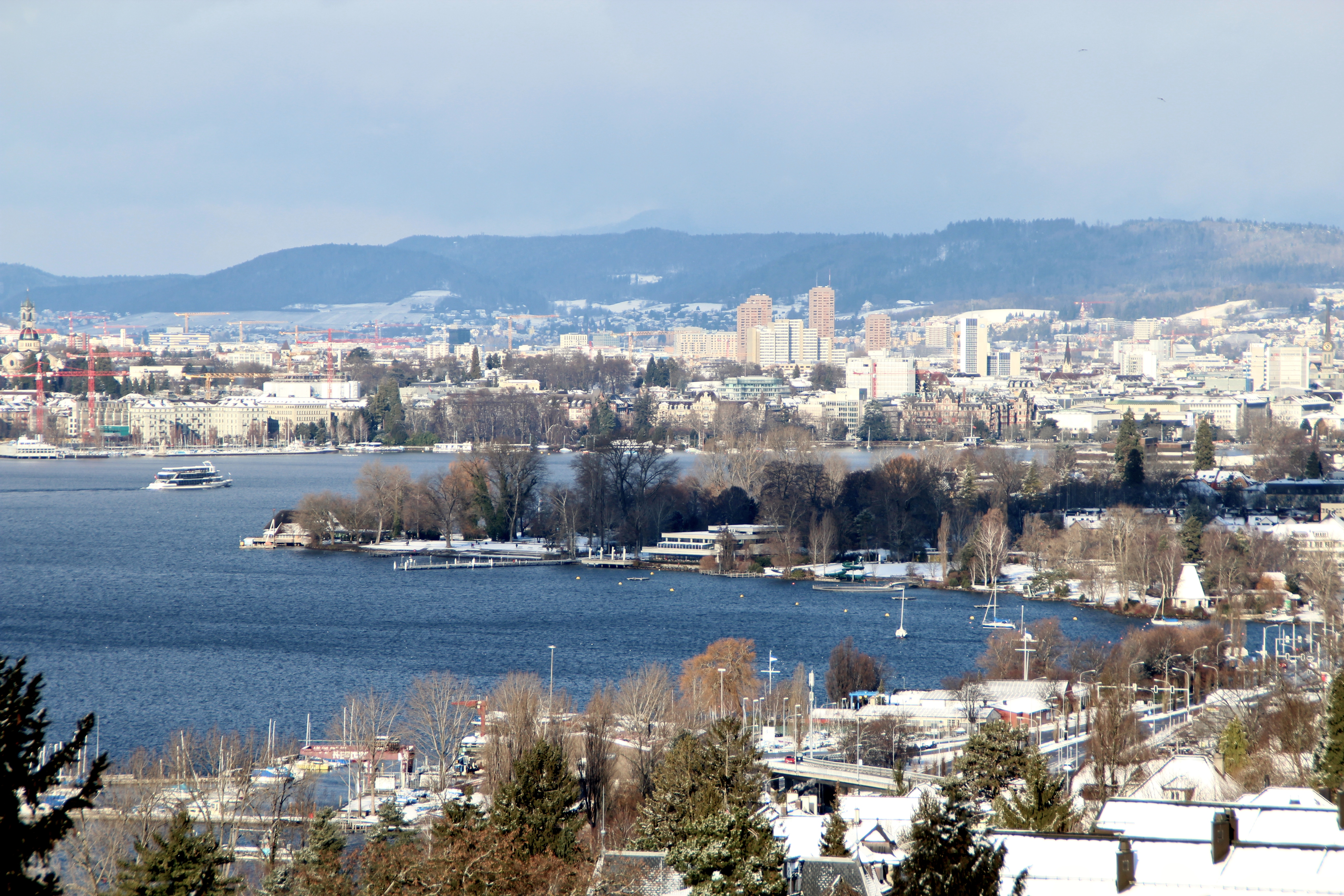
Ansicht von Zollikon

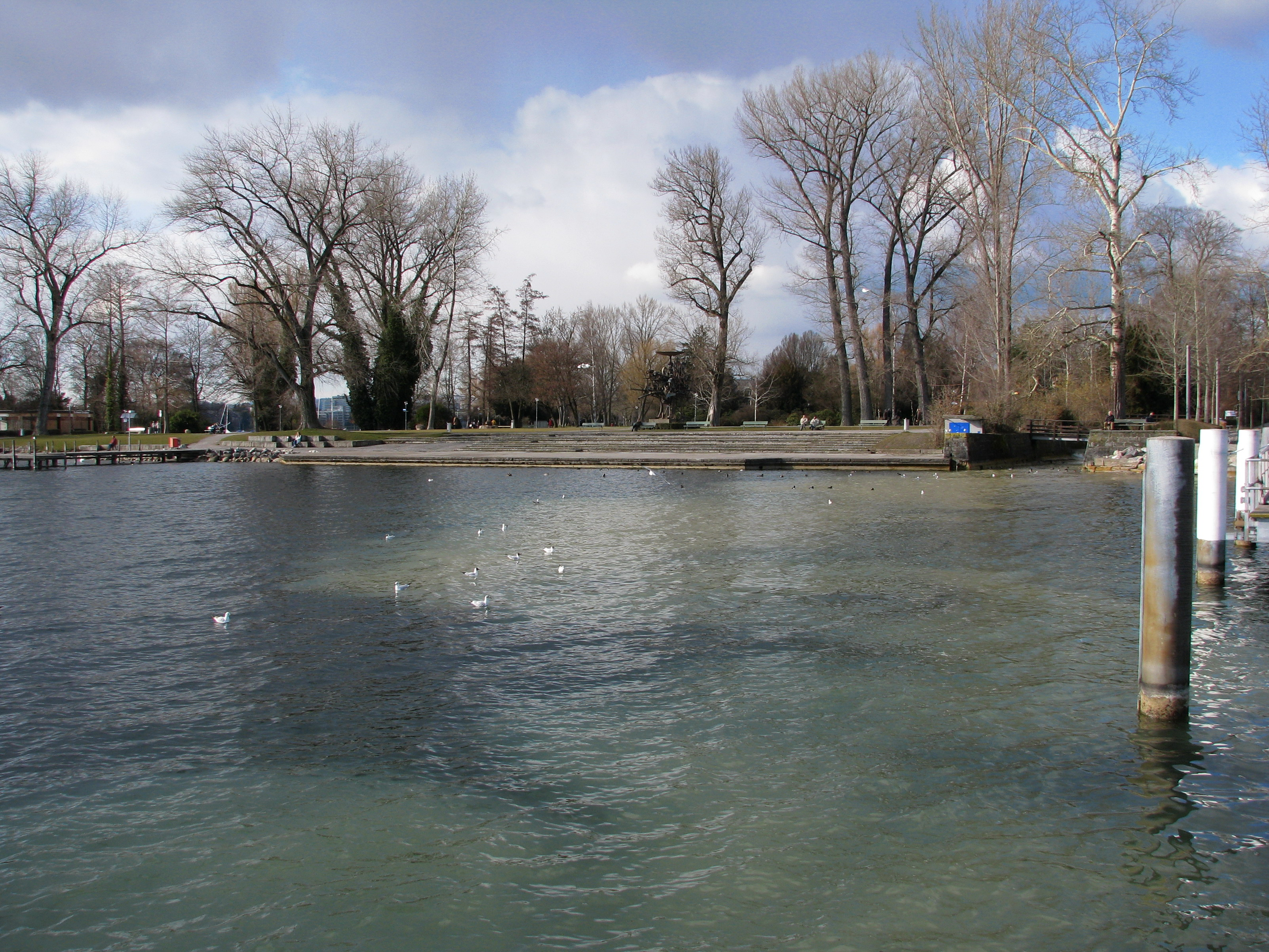
Das Zürichhorn, rechts die Mündung des Hornbachs

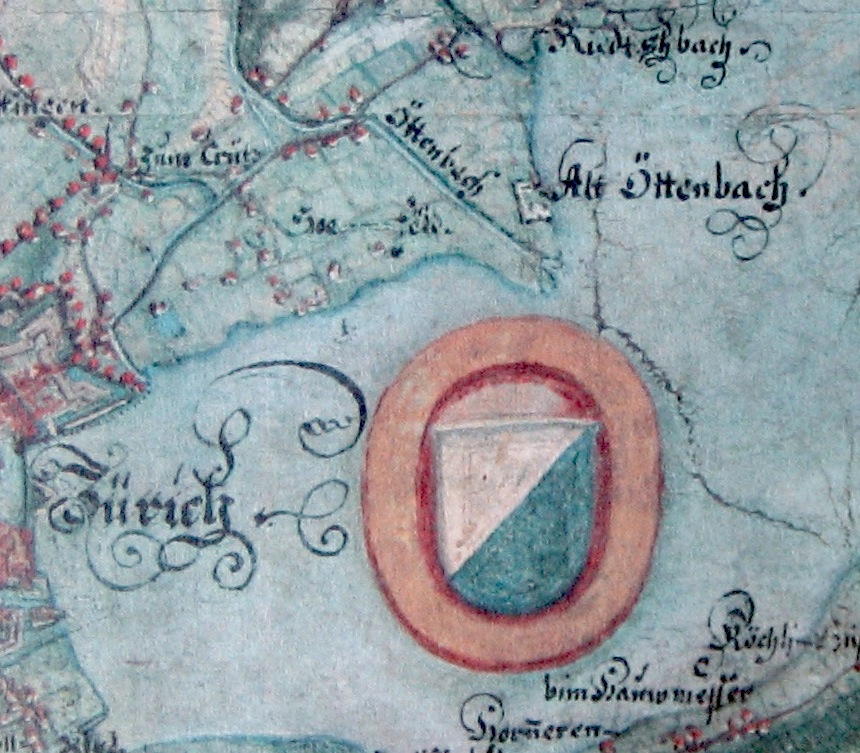
Das Zürichhorn auf der Gygerkarte von 1667

Das Zürichhorn ist ein Schwemmkegel am Ostufer des unteren Seebeckens des Zürichsees. Es ist Teil der Park- und Quaianlagen im Zürcher Quartier Seefeld. Die Grünanlagen sind ein beliebtes Naherholungsgebiet der Stadt Zürich.

## Geografie
Gebildet wurde das Zürichhorn im Wesentlichen vom Hornbach, der an seinem Oberlauf Wildbach und Werenbach genannt wird. Der in einen Betonkanal eingebundene Flusslauf mündet bei den Parkanlagen zwischen dem Strandbad Tiefenbrunnen und dem Zürichhorn in den Zürichsee.
Seit dem Rückzug des Linthgletschers nach der Würmeiszeit hat sich der Werenbach in den vergangenen 10'000 bis 15'000 Jahren sein heutiges Bett durch die Moräne gegraben. Stellenweise stiess er dabei bis auf den felsigen Untergrund, die Molasse. Mit dem Geschiebe wurde ein Schwemmkegel am Zürichsee geschaffen, der sich zu einem kleinen Delta entwickelte und heute beim Zürichhorn noch ausgeprägt zu erkennen ist.

## Geschichte
1238 wird der heutige Hornbach als «Otinbach» erwähnt, was sich aus «Bach des Otto» ableiten lässt, vom Althochdeutschen «ôt» für «Erbgut, reicher Erbbesitz». Die damalige Flurbezeichnung Oetenbach könnte sich auf den Flusslauf beziehen, an dessen Ufern ein Gut des Otto lag oder an dem er Fischenzen oder andere Rechte besass. Am Zürichhorn entstand etwa zeitgleich das erste Kloster Oetenbach; wegen mangelnder Erfahrung bauten die Schwestern jedoch auf sumpfigen Boden und zu nahe am Wasser, so dass die «Nonnen sahent, dass ir closter also fast an dem Wasser stund, do wurden si als herzlichen betrübt, dass si pitterlich weinten». Um 1280/85 verlegten die Dominikanerinnen den Konvent auf den Sihlbühl beim Lindenhof.

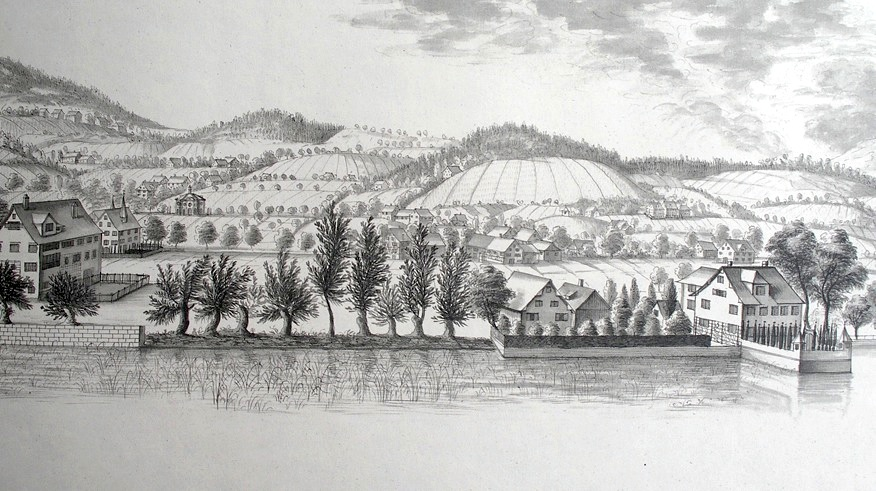
Das Umfeld des heutigen Seefeld-Quais (links) mit dem ehemaligen Landsitz «Solitude» am Standort des Museums Bellerive, um 1771

Nachdem im Verlauf des 16./17. Jahrhunderts reiche Stadtbürger ihre Landsitze in Ufernähe des heutigen Seefelds erbaut hatten, siedelten sich am Zürichhorn in den 1840er-Jahren verschiedene Steinhauerbetriebe an. Auf dem Wasserweg wurde das Rohmaterial angeliefert, die landseitige Erschliessung des Geländes erfolgte durch die Fröhlichstrasse. Das damalige «Hornegg» entwickelte sich bis zum Ende des 19. Jahrhunderts zu einem Zentrum für Baunebenbetriebe, und die Lage am See zog auch Schiffswerften an. Mit dem Bau des Hafens Tiefenbrunnen und der Eröffnung der rechtsufrigen Zürichseebahn verlagerte sich das Zentrum der Werkhöfe zur seinerzeitigen Stadtgrenze.
In den Jahren 1879 bis 1881 wurde der Wildbach in seinem Flusslauf korrigiert, um die wiederkehrenden Überschwemmungen der damaligen Gemeinde Riesbach einzudämmen. Der Bach wurde südlich in den Zürichsee abgeleitet und hiess fortan im unteren Teil Hornbach. Nach der Eröffnung der Quaianlagen im Jahre 1887 wurde die Erweiterung der Parkanlage vom Seefeldquai bis zum Zürichhorn zwecks Förderung der «Geselligkeit, Erholung und Belustigung» umgesetzt. Die Landschaftsarchitekten Otto Froebel und Evariste Mertens gestalteten eine grosszügige Parklandschaft unter Einbezug der bestehenden Bäume.

## Wasserflughafen Zürichhorn

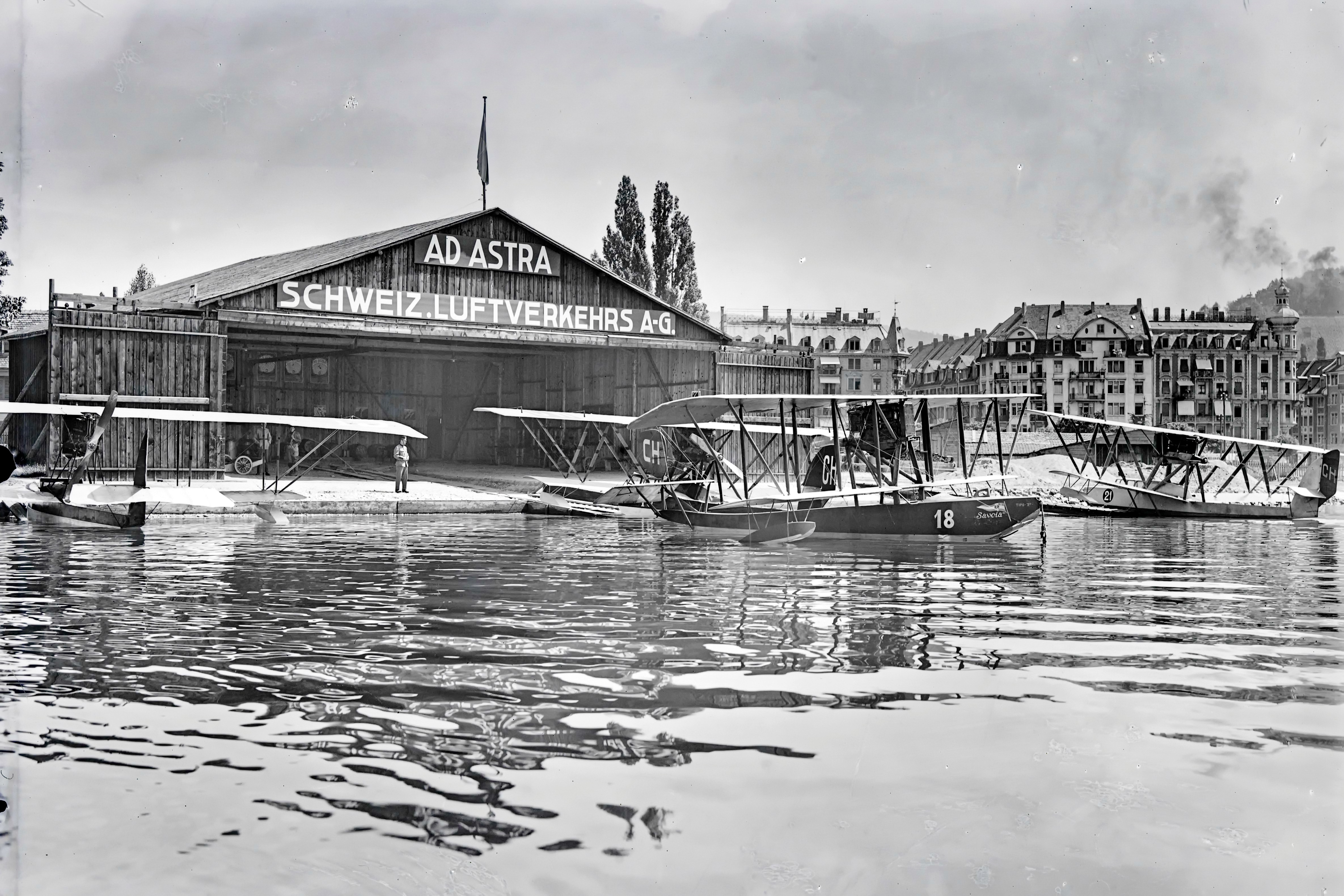
Flugboote der Ad Astra Aero S.A. beim heutigen Strandbad Tiefenbrunnen, im Hintergrund die Bellerivestrasse im Umfeld des heutigen Bahnhofs Tiefenbrunnen.

Bereits im Sommer 1910 führte die «Wagenfabrik C. & R. Geissberger» vor ihrer Montagehalle am Zürichhorn erste Versuche mit Hydroplanen (Flugbooten) durch. Unter der Leitung von Oskar Bider und Fritz Rihner erfolgte im Juli 1919 die Gründung der «Schweizerischen Gesellschaft für Lufttourismus» mit Sitz in Zürich. Geplant waren Touristikflüge mit Flugbooten ab Stationen am Zürichhorn, in Genf, Interlaken/Thun, Locarno, Lugano, Luzern, Ouchy, Romanshorn und St. Moritz. Die Schweiz mit ihren zahlreichen Seen erschien Bider für den Einsatz von Wasserflugzeugen prädestiniert, so dass auf die Errichtung von teuren Flugplätzen verzichtet werden konnte. Oskar Bider verunglückte vor Realisierung seines Vorhabens tödlich, aber vom Zürichhorn respektive dem heutigen Seebad Tiefenbrunnen kamen ab 1919  Wasserflugzeuge der Schweizer Fluggesellschaft Ad Astra Aero zum Einsatz. Unter den verwendeten Maschinen befanden sich sieben Macchi-Nieuport- und fünf Savoia-Flugboote sowie das erste grosse Flugboot, der Dornier Wal, der beim Zürcher Publikum grosses Staunen erweckte.

## Sehenswürdigkeiten
Sehenswürdigkeiten sind die grosszügigen Park- und Quaianlagen mit verschiedenen Skulpturen wie etwa Jean Tinguelys Heureka, der Chinagarten Zürich auf der Blatterwiese und nordwestlich davon das letzte vom Architekten Le Corbusier entworfene Gebäude, das heutige Heidi-Weber-Museum beziehungsweise Centre Le Corbusier. Auf der südlichen Seite des Deltas liegt das Strandbad Tiefenbrunnen.
Für die Landesausstellung 1939 wurde das Restaurant Fischstube gebaut, das einzige Haus innerhalb der Stadt Zürich mit einem Strohdach.
Zum Ensemble zählten die auf Pfählen im See stehende Fischerstube, ergänzt durch die in gleicher Bauweise erstellte kleinere Fischerhütte. 1940 kam ein Gartenbuffet dazu, das 1978 ausgebaut wurde.
1956 wurde der Originalbau des Hauptgebäudes durch Brandstiftung zerstört und ein Jahr später mit neuen Materialien wieder aufgebaut. Da die Pfähle und Trägerroste, auf denen die Gebäude im See standen, nicht reparable Schäden aufwiesen, mussten sie im Jahr 2020 wegen Baufälligkeit abgerissen werden. Das knapp 24 Millionen Franken teure Projekt für den Ersatzneubau wurde vom Sieger des Wettbewerbs von 2009, dem Architekturbüro Patrick Thurston aus Bern, durchgeführt. Urs Beat Roth, Künstler, Mathematiker und Architekt aus Zürich, setzte die wabenartige Deckengestaltung in der Fischerstube um.

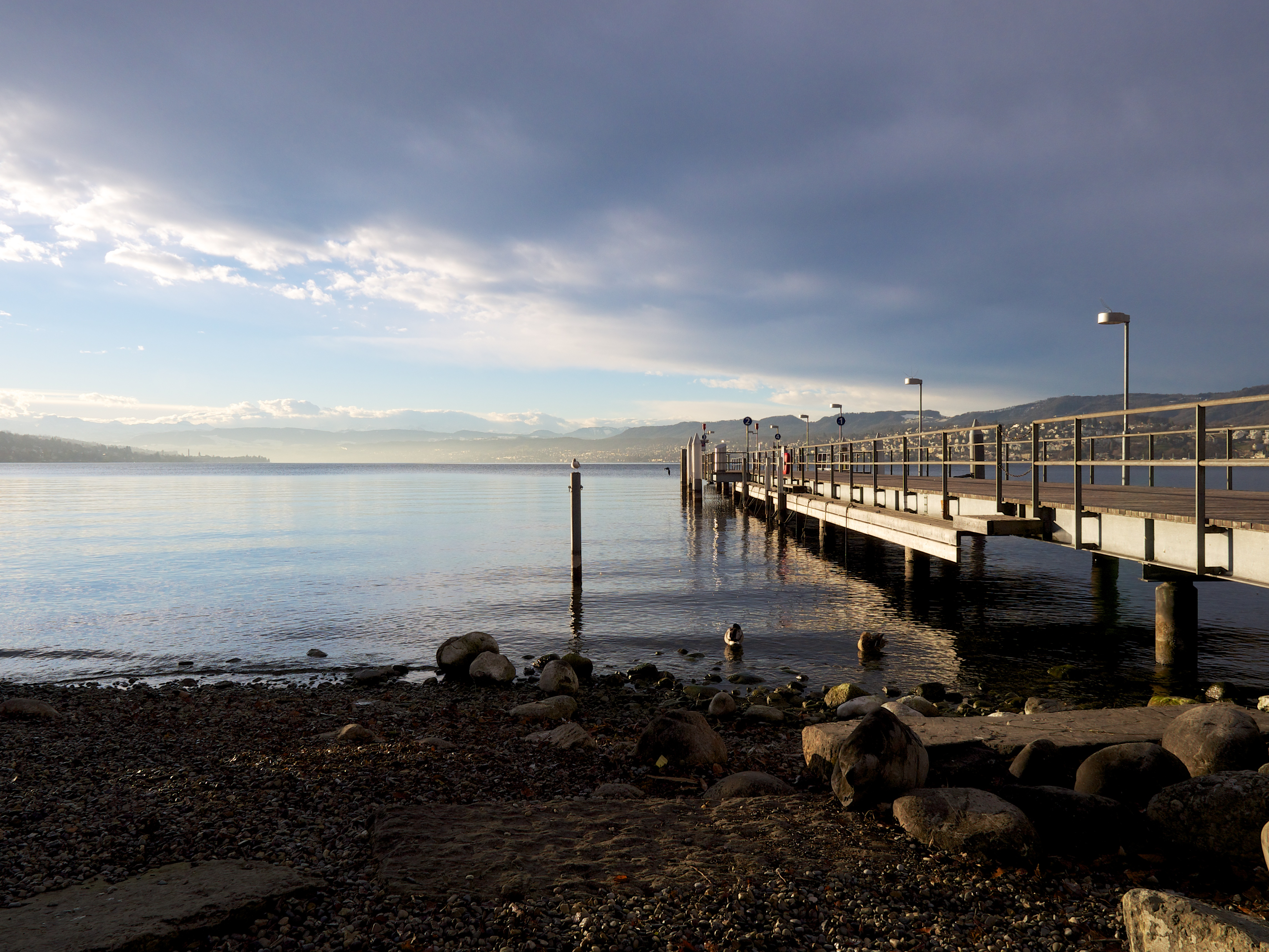
Schiffsteg am Zürichhorn im Februar 2014
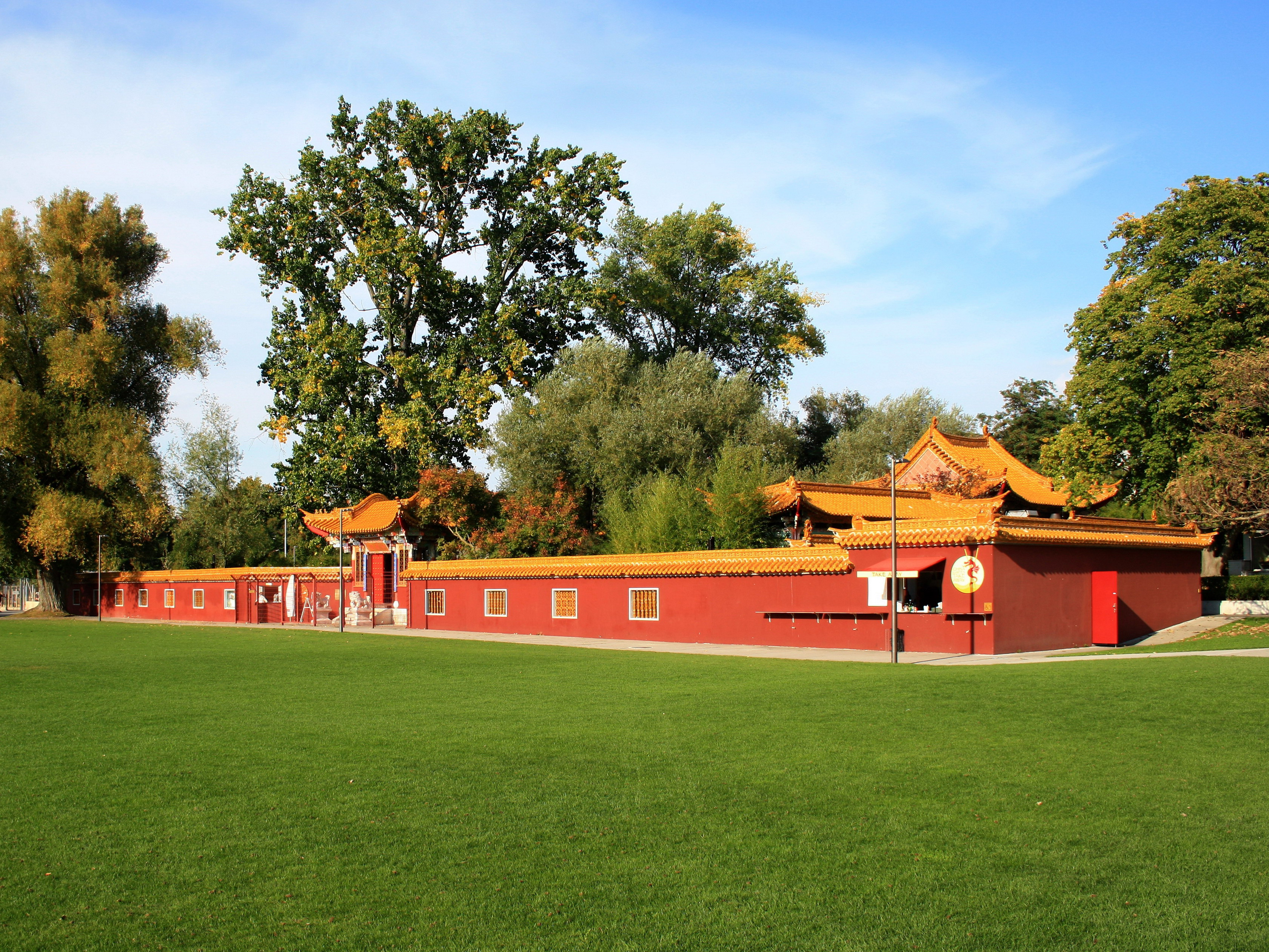
Der Chinagarten auf der Blatterwiese
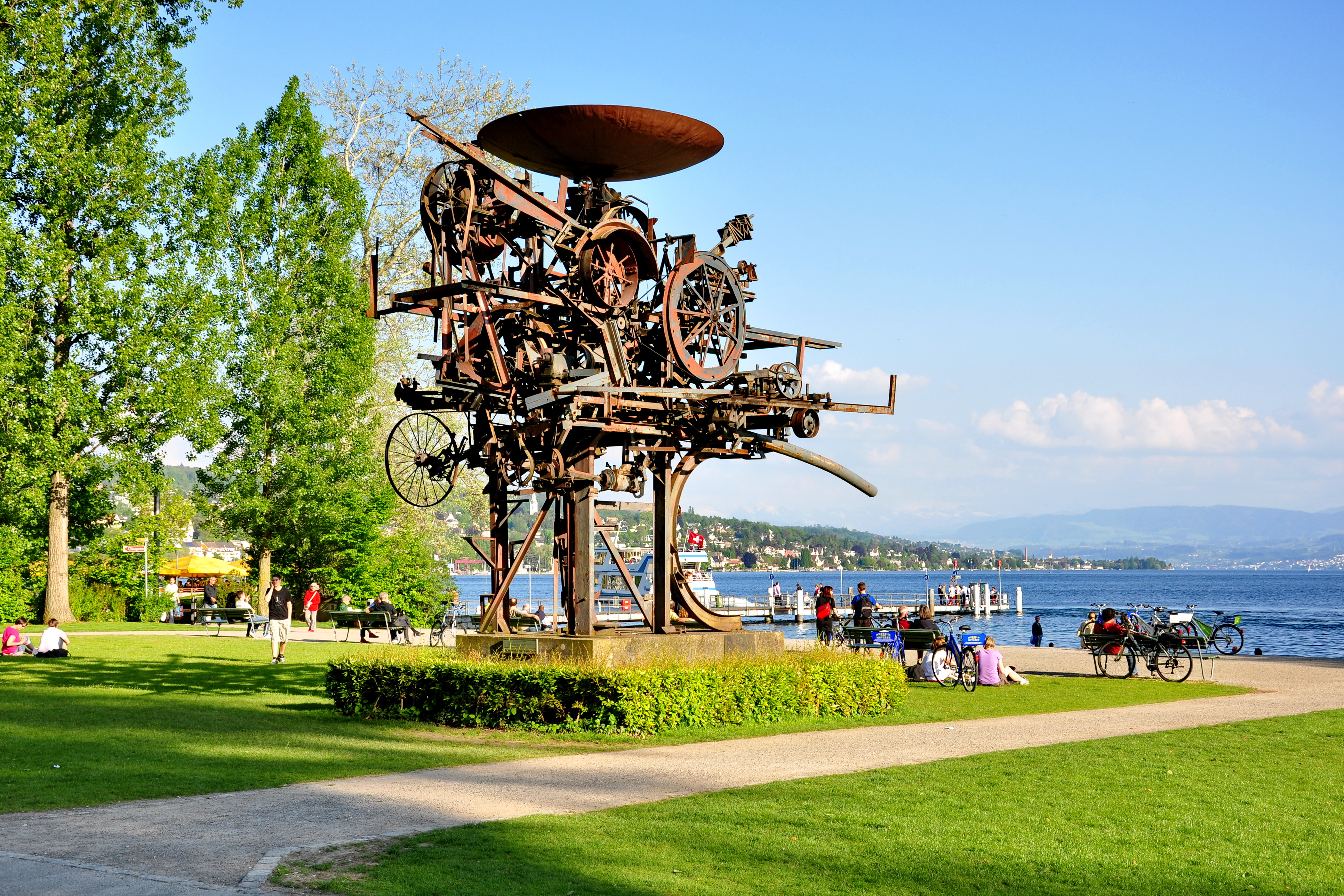
Jean Tinguelys Heureka
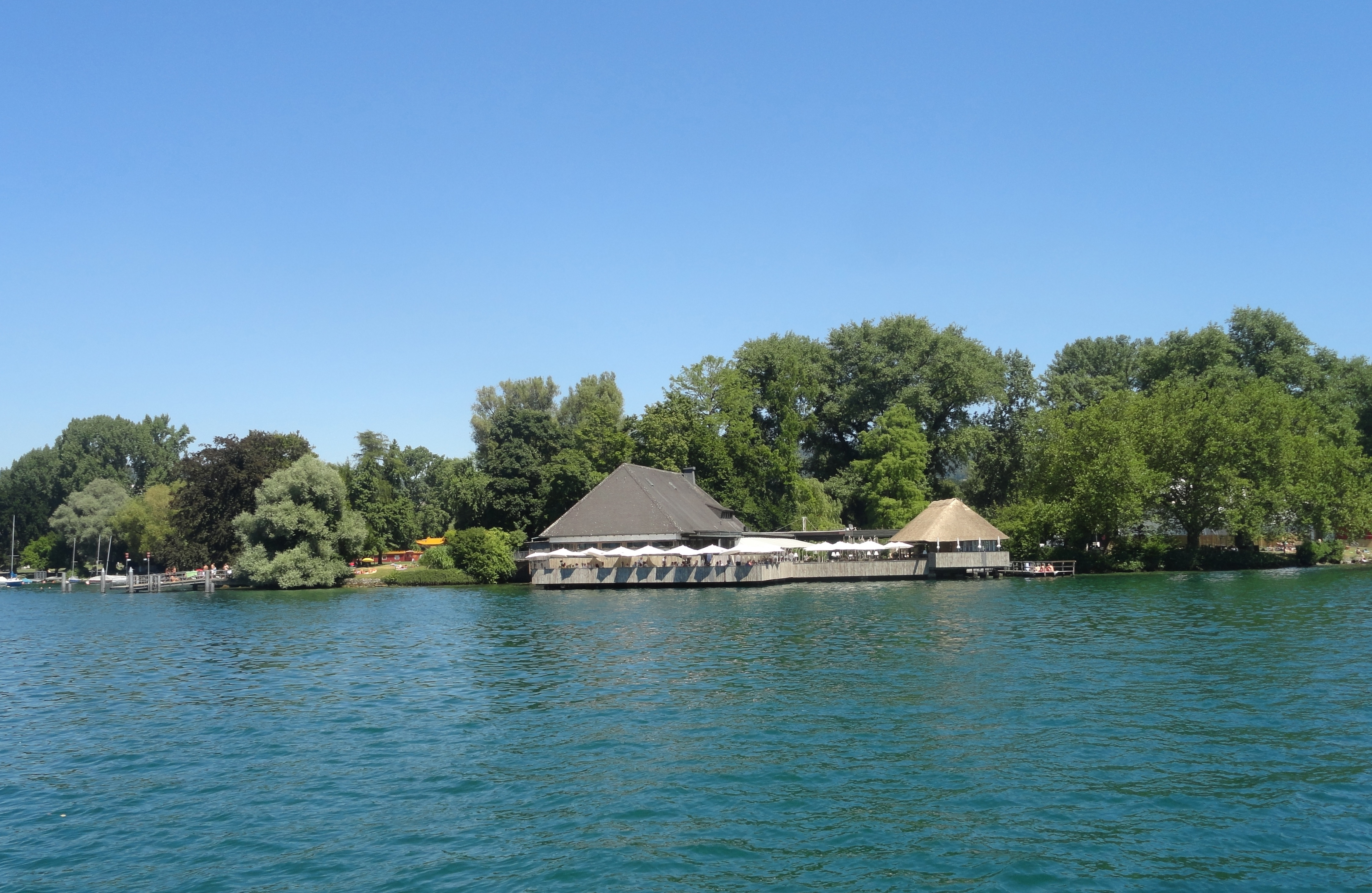
Das Restaurant Fischstube mit seinem markanten Strohdach
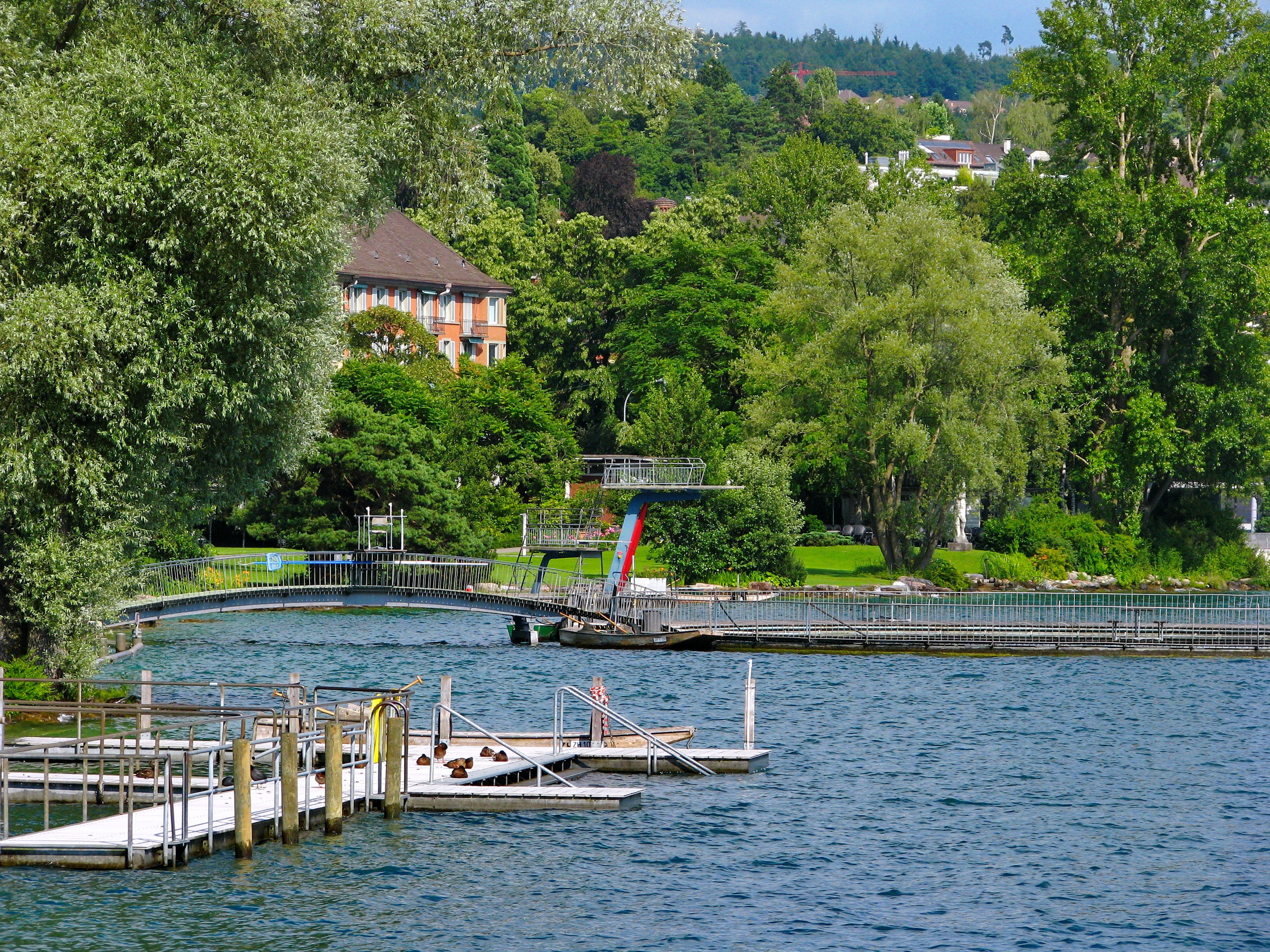
Strandbad Tiefenbrunnen

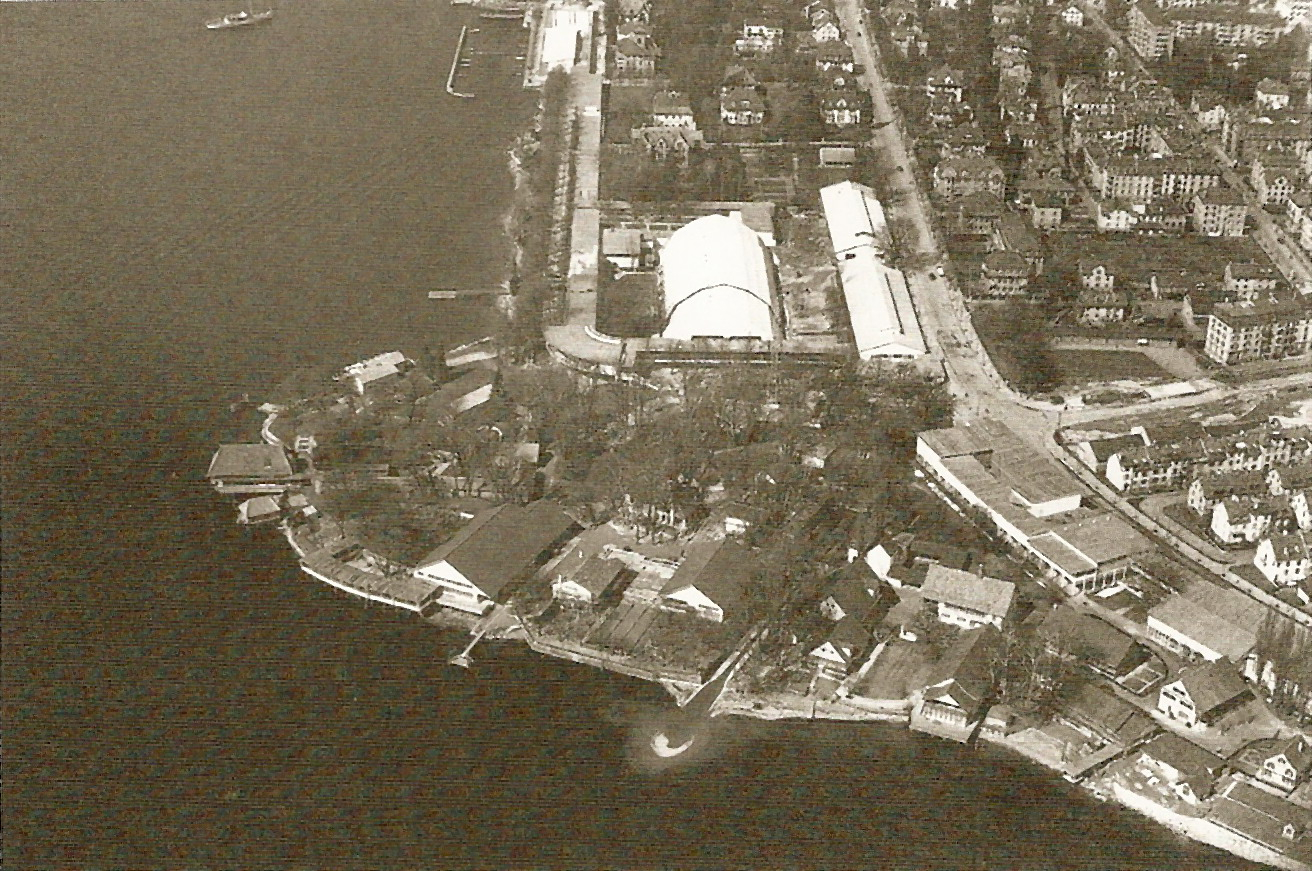
Landidörfli 1939, Aufnahme von Walter Mittelholzer

Unter den zahlreichen Grossveranstaltungen am Zürichhorn sind die Schweizerische Landesausstellung 1939, die Schweizerische Gartenbauausstellung G59 und 1984 die naturwissenschaftliche Ausstellung Phänomena zu erwähnen. Seit 1989 findet zwischen Mitte Juli und Mitte August das Kino am See, heute bekannt als Allianz Cinema, statt. Das Kino am See bedarf einer Ausnahmebewilligung, diese ist möglich, weil es sich um einen Veranstaltungsklassiker, so das zuständige Sicherheitsdepartement, handle, also um ein für eine Ausnahme nachgewiesenes "öffentliches Interesse". Rund 50'000 Personen besuchten laut Tages-Anzeiger die Vorstellungen in den 2020er-Jahren.
Die Seeanlagen im Bereich des Zürichhorns und der Blatterwiese werden jährlich von rund 2,5 Millionen Erholungssuchenden besucht.